# Inclinazione orbitale

Diagramma degli elementi orbitali; l'inclinazione è rappresentata da "i" (in verde scuro).

L'inclinazione è uno dei sei parametri orbitali che descrivono la forma e l'orientamento di un'orbita; è la distanza angolare del piano orbitale dal piano di riferimento (di solito l'equatore del pianeta o l'eclittica), espressa in gradi.

## Inclinazione dei pianeti nel sistema solare
Nel sistema solare, l'inclinazione dell'orbita di un pianeta è definita come l'angolo tra il piano dell'orbita del pianeta e l'eclittica, che è il piano orbitale della Terra.
| Terre- stri     | Mercurio | 7.01°  | 3.38°  | 6.34°  |
| Terre- stri     | Venere   | 3.39°  | 3.86°  | 2.19°  |
| Terre- stri     | Terra    | 0      | 7.155° | 1.57°  |
| Terre- stri     | Marte    | 1.85°  | 5.65°  | 1.67°  |
| Giganti gassosi | Giove    | 1.31°  | 6.09°  | 0.32°  |
| Giganti gassosi | Saturno  | 2.49°  | 5.51°  | 0.93°  |
| Giganti gassosi | Urano    | 0.77°  | 6.48°  | 1.02°  |
| Giganti gassosi | Nettuno  | 1.77°  | 6.43°  | 0.72°  |
| Pianeti minori  | Plutone  | 17.14° | 11.88° | 15.55° |
| Pianeti minori  | Ceres    | 10.62° | —      | 9.20°  |
| Pianeti minori  | Pallas   | 35.06° | —      | 34.43° |
| Pianeti minori  | Vesta    | 5.58°  | —      | 7.13°  |

## Inclinazione dei satelliti
L'inclinazione delle orbite dei satelliti naturali, o dei satelliti artificiali, è misurata rispetto al piano equatoriale del corpo intorno al quale orbitano (il piano equatoriale è il piano perpendicolare all'asse di rotazione del corpo):
- un'inclinazione di 0 gradi significa che il corpo orbita il pianeta al suo equatore, e nella stessa direzione di rotazione del pianeta (ad esempio un'orbita geostazionaria ha {\displaystyle i}=0)
- un'inclinazione di 90 gradi indica un'orbita polare, il satellite passa sopra il polo nord e polo sud del pianeta.
- un'inclinazione di 180 gradi indica un'orbita equatoriale retrograda.

Per la Luna, comunque, ha più senso misurare l'inclinazione rispetto all'eclittica.
Nel 1966 è stato pubblicato un saggio sull'evoluzione delle orbite dei satelliti del sistema solare. 
Per ogni pianeta c'è una distanza entro la quale i satelliti mantengono un'orbita costante rispetto al piano equatoriale del pianeta, mentre a distanze maggiori l'orbita del satellite è costante rispetto all'eclittica. I satelliti che ruotano in prossimità del piano equatoriale del pianeta si sono formati dal disco di accrescimento. La nostra Luna, anche se un tempo si trovava all'interno della distanza critica, non ha un'orbita equatoriale. Per risolvere questo problema dell'inclinazione orbitale lunare, sono state proposte varie ipotesi sull'origine del nostro satellite.

## Inclinazione dei pianeti extrasolari e delle stelle binarie
L'inclinazione orbitale di un pianeta extrasolare o di una stella multipla è l'angolo fra il piano orbitale e il piano perpendicolare alla linea di vista dell'oggetto.
Quindi:
- una inclinazione di 0° caratterizza un'orbita prograda vista di faccia, cioè parallela alla volta celeste;
- una inclinazione maggiore di 0° e minore di 90° caratterizza un'orbita prograda inclinata rispetto alla nostra visuale;
- una inclinazione di esattamente 90° caratterizza un'orbita vista di taglio, prograda o retrograda, cioè un'orbita perpendicolare alla volta celeste;
- una inclinazione di più di 90° e di meno di 180° caratterizza un'orbita retrograda inclinata rispetto alla nostra visuale;
- una inclinazione di 180° è caratterizza un'orbita retrograda vista di faccia, cioè parallela alla volta celeste;

Ne segue che stelle binarie con inclinazione vicino a 90° si eclissano spesso perché tendono a passare l'una di fronte all'altra.
Poiché con il metodo delle velocità radiali è più facile scoprire orbite viste di taglio, la maggior parte degli esopianeti scoperti dovrebbero presentare orbite aventi inclinazioni fra 45° e 135°, sebbene per lo più la loro inclinazione orbitale non sia nota. Di conseguenza, la maggior parte degli esopianeti ha masse maggiori di non più del 70% della massa minima calcolata. Se l'orbita è vista di taglio, allora il pianeta transita davanti alla stella. Se l'orbita è vista quasi di faccia e il pianeta è stato scoperto con il metodo delle velocità radiali, allora esso potrebbe essere in realtà una nana bruna o, addirittura, una nana rossa. Un esempio è HD 33636 B che ha una massa reale di 142 MJ, corrispondente a una stella di classe spettrale M6V, mentre la sua massa minima è 9,28 MJ. 
Le inclinazioni, e pertanto le masse reali, di quasi tutti gli esopianeti verranno misurate dai prossimi telescopi spaziali, come il Satellite Gaia o il James Webb. Queste misurazioni determineranno quanti dei corpi orbitanti intorno alle stelle siano esopianeti e quanti invece nane brune o nane rosse.

## Calcolo
In astrodinamica l'inclinazione {\displaystyle i} può essere calcolata come segue:
{\displaystyle i=arccos{h_{z} \over \left|\mathbf {h} \right|}}
dove:
- {\displaystyle h_{z}} è la componente z di {\displaystyle \mathbf {h} },
- {\displaystyle \mathbf {h} } è il momento angolare orbitale specifico perpendicolare al piano orbitale.